# 瓦特堡綱領
瓦特堡綱領（德語：Grundsätzen zum Wartburgfest），是由參與1817年10月18日在艾森納赫瓦特堡舉辦的瓦特堡慶典的500名學生所提出的一份文件，內容包括德意志統一、領邦立憲、新聞自由、法律之前人人平等。

## 過程
在萊比錫戰役後，拿破崙失去對德國的控制力。在1814年至1815年的維也納會議上，歐洲諸國商討後決議在日耳曼地區成立了日耳曼邦聯，這是一個鬆散的邦聯合，每個邦都在其中保留了主權，缺乏一部統一的全德國憲法。
為了響應復興，愛國學生於1815年在耶拿建立了所謂的青年會社。兩年後的1817年10月18日，正值馬丁·路德《九十五條論綱》300周年慶與萊比錫會戰4周年慶之際，他們在萊比錫附近應邀參加了在艾森納赫瓦特堡舉行的瓦特堡慶典。來自幾所德國大學的近500名學生和幾位教授出現在這裡。以紅、黑、金為主的標誌首次公開展示，作為德國民族運動的象徵。他們發表了一項綱領，其中包括對民族團結、基本權利和全德憲法的要求。
當日的原則和決議經過共同討論及仔細考慮，並提交給其他大學參與者並得到一致認可後，由耶拿大學提交給整個國家。